# 합천 관수정
합천 관수정(陜川 觀水亭)은 대한민국 경상남도 합천군 쌍책면에 있는, 찬성 윤서의 후손인 이봉서가 고을 북쪽 황강변에 지은 정자이다.
1995년 5월 2일 경상남도의 문화재자료 제221호 관수정으로 지정되었다가, 2018년 12월 20일 현재의 명칭으로 변경되었다.

## 개요
관수정을 세운 시기나 유래는 정확히 알 수 없으나, 기묘명현 이윤검의 8대손이며, 찬성 윤서의 후손인 이봉서가 고을 북쪽 황강변에 지은 정자로 추정하고 있다.
정자는 앞면·옆면 2칸 규모로 앞쪽에 마루를 둔 형태이며, 지붕은 옆면에서 볼 때 여덟 팔(八)자 모양인 팔작지붕으로 꾸몄다.
주위 경관이 매우 아름다워 경치 좋기로 이름난 곳이고, 푸른 버들과 흰 모래는 황둔진에서 제일가는 명승으로 꼽힌다.

## 참고 문헌
- 합천 관수정 - 국가유산청 국가유산포털